# Clara Harris (criminal)
Clara L. Suárez (n. 3 de febrero de 1958), más conocida como Clara Harris, es una mujer de origen colombiano condenada en el estado de Texas por el asesinato de su esposo David Lynn Harris de 44 años, ocurrido el 24 de julio de 2002. El caso tuvo una gran atención mediática en los Estados Unidos principalmente a que el motivo por el que Harris mató a su esposo se debió a una infidelidad de este. Ella fue condenada en 2003 a permanecer 20 años en prisión por el homicidio.
Harris fue liberada bajo libertad condicional el 11 de mayo de 2018 tras haber cumplido 15 años de prisión.

## Matrimonio
Clara Suárez, una inmigrante colombiana, fue nombrada "Miss Colombia Houston" y trabajó como dentista. Se casó con David Lynn Harris el 14 de febrero de 1992, y estaban criando a tres hijos, dos gemelos nacidos en 1998 y la hija de David, Lindsey, de un matrimonio anterior. 
Durante su matrimonio con Clara, David comenzó a tener una aventura con su antigua recepcionista, Gail Bridges, quien más tarde lo admitiría. Clara, que sospechaba de una relación extramatrimonial, contrató a una agencia de detectives privados para espiar a su esposo. Ella además había gastado más de 15.000 dólares en gimnasio, sesiones de bronceo y planeaba una cirugía plástica para aumentarse el busto, en un esfuerzo desesperado por retener a su marido.

## Asesinato de David Lynn Harris
El 24 de julio de 2002, la agencia notificó a Clara que su esposo estaba en un hotel con su amante. Cuando Clara Harris fue al Hotel Hilton en Nassau Bay, Texas, para enfrentarse a su esposo, supuestamente atacó a la amante de su esposo, Gail Bridges. Los empleados del hotel escoltaron a Clara hasta su Mercedes-Benz. Cuando David y Gail salieron del hotel, Clara arrolló a su esposo en el estacionamiento mientras su hijastra adolescente estaba sentada en el asiento del pasajero. Clara luego de arrollar a su esposo se bajo del vehículo, se acercó hasta el cuerpo y dijo “David, mira lo que me hiciste hacer”. Según el consultorio del médico forense, sólo podían estar seguros de que había una marca de neumático en el cuerpo, pero Lindsey Harris, la hijastra, y testigos oculares afirman que Clara atropelló y pasó con su automóvil por encima de David por lo menos tres veces. David murió en la escena y Clara fue acusada de asesinato en primer grado.

## Juicio y condena
El juicio comenzó en febrero del año siguiente. En el juicio, Lindsey Harris testificó en contra de su madrastra, alegando que le suplicó que parara el vehículo. La acusación afirmó que era más que un crimen pasional, que Clara "quería lastimarlo", como se la escuchó decir en una entrevista con la policía. También se presentó en el juicio de Clara una cinta de vídeo real del crimen, registrada por la agencia de detectives Blue Moon Investigations de Webster, Texas, que Clara había contratado cuando sospechó que David continuaba viendo a su amante. El vídeo fue especialmente condenatorio, ya que mostró que daba tres vueltas a su Mercedes plateado alrededor del estacionamiento, aunque David no se ve claramente en el vídeo. Clara luego estacionó su auto al lado del cuerpo.
Clara Harris fue declarada culpable de asesinar a su esposo y el 14 de febrero de 2003 fue sentenciada a 20 años de prisión con un mínimo de prisión de 10 años y una multa de 10.000 dólares. Irónicamente, el Día de San Valentín habría sido el undécimo aniversario de bodas de Clara y David Harris.
Harris fue encarcelada en la Unidad Mountain View en Gatesville, Texas, donde convirtió libros de texto escolares en Braille para estudiantes ciegos. Se decía que sus hijos, que están bajo la custodia de amigos de la familia, la visitaban una vez al mes. Se le negó la libertad condicional en su primer intento el 11 de abril de 2013, por la Junta de Perdones y Libertad Condicional de Texas. Su segunda solicitud de libertad condicional fue denegada en septiembre de 2016. El 3 de noviembre de 2017 se aprobó su solicitud para el beneficio de la libertad condicional, aunque Harris recién sería liberada después de pasar algunos meses más en prisión luego de completar un programa especial en la cárcel.

## Liberación
Fue liberada bajo libertad condicional el 11 de mayo de 2018 tras haber cumplido 15 años de prisión. Permaneció bajo libertad condicional hasta febrero de 2023, a partir de esa fecha goza libertad absoluta.

## Representaciones

### Película
- El caso fue el tema de la película de 2004, Suburban Madness, protagonizada por Elizabeth Peña y Brett Cullen.

### Programas
- La historia fue la inspiración para completar un capítulo de la serie mexicana Mujeres Asesinas, en su Tercera temporada con el título de Luz, arrolladora.

- El caso también es recreado en la serie de televisión Las verdaderas mujeres asesinas de ID en el Episodio 1 de la Temporada 4 (2010).

- Este caso es perfilado en la serie Snapped de Oxygen Network en 2004.

- Harris fue perfilada en la serie-documental estadounidense Most Evil (Índice de maldad en Hispanoamérica) por el experto  psiquiatra forense Michael Stone, quien la catálogo en el nivel 7 de su escala, la cual consta de 22 niveles.